# Scott Strausbaugh
Scott D. Strausbaugh(York (Pennsylvania), 23 juli 1963) is een Amerikaans kanovaarder gespecialiseerd in slalom.
Strausbaugh behaalde het grootste succes van zijn carrière met het winnen van olympisch goud met zijn partner Joe Jacobi tijdens de spelen van Barcelona.

## Resultaten

### Olympische Zomerspelen
| Editie | Plaats    | Resultaten |
| ------ | --------- | ---------- |
| 1992   | Barcelona | C-2 Slalom |

### Wereldkampioenschappen kanoslalom
| Jaar | Plaats              | Resultaten                        |
| ---- | ------------------- | --------------------------------- |
| 1987 | Bourg-Saint-Maurice | 17e C-2 Slalom 4e C-2 Slalom team |
| 1989 | Savage River        | 5e C-2 Slalom 4e C-2 Slalom team  |
| 1991 | Ljubljana           | 6e C-2 Slalom                     |

1972: Rolf-Dieter Amend & Walter Hofmann ·
1992: Joe Jacobi & Scott Strausbaugh ·
1996: Franck Adisson & Wilfrid Forgues ·
2000: Pavol Hochschorner & Peter Hochschorner ·
2004: Pavol Hochschorner & Peter Hochschorner ·
2008: Pavol Hochschorner & Peter Hochschorner ·
2012: Tim Baillie & Etienne Stott ·
2016: Ladislav Škantár & Peter Škantár